# Ascocratera
Ascocratera is een monotypisch geslacht van schimmels uit de familie Aigialaceae. De typesoort is Ascocratera manglicola.